# Bucculatrix quadrigemina
Bucculatrix quadrigemina är en fjärilsart som beskrevs av Braun 1918. Bucculatrix quadrigemina ingår i släktet Bucculatrix och familjen kronmalar. Inga underarter finns listade i Catalogue of Life.